# Ґжибно (Грифінський повіт)
Ґжибно (пол. Grzybno) — село в Польщі, у гміні Хойна Грифінського повіту Західнопоморського воєводства.
Населення — 713 осіб (2011).
У 1975-1998 роках село належало до Щецинського воєводства.

## Демографія
Демографічна структура станом на 31 березня 2011 року:
|          | Загалом | Допрацездатний вік | Працездатний вік | Постпрацездатний вік |
| -------- | ------- | ------------------ | ---------------- | -------------------- |
| Чоловіки | 357     | 83                 | 244              | 30                   |
| Жінки    | 356     | 82                 | 219              | 55                   |
| Разом    | 713     | 165                | 463              | 85                   |